# Conidens
Conidens is een geslacht van straalvinnige vissen uit de familie van schildvissen (Gobiesocidae).

## Soorten
- Conidens laticephalus (Tanaka, 1909).
- Conidens samoensis (Steindachner, 1906)